# Catalogul colecției Știința pentru toți
În anii 1910,  Editura Tipografiei Gutenberg-Câmpina M.S. Gheorghiu (director V. Anestin) a lansat sub numele „Știința pentru toți” o serie de volume de popularizare a științei. Volumele au fost numerotate.
În anii 1940, Editura Cartea Rusă a relansat o nouă colecție sub numele „Știința pentru toți”. volumele au fost de asemenea numerotate. În anii 1970, Editura Științifică a lansat sub numele „Știința pentru toți” o nouă serie de volume de popularizare a științei, de data aceasta nenumerotate.  Colecția a fost continuată de Editura Științifică și Enciclopedică în 1977 (nr. 1) până în 1990 (nr. 324). În anii 1980, Editura Medicală a lansat sub un format grafic asemănător colecția numerotată „Medicina pentru toți”. În anii 1980, Editura Tehnică a lansat sub un format grafic asemănător colecția nenumerotată „Știința și tehnica pentru toți”. În anii 1980, Editura Ceres a lansat o altă colecție „Știința și tehnica pentru toți”, numerotată, sub un format grafic asemănător.

## Lista cărților

### Editura Tipografiei Gutenberg
| Nr. | An   | Autor      | Titlu                                                                         | Note   |
| --- | ---- | ---------- | ----------------------------------------------------------------------------- | ------ |
| 1   | 1916 |            | Viața și invențiile lui Edison                                                | [ 4 ]  |
| 2   | 1916 |            | Viața și obiceiurile animalelor                                               | [ 5 ]  |
| 3   | 1916 | V. Anestin | Puterea științei, sau Cum a fost omorât Răsboiul European, Poveste fantastică | roman  |
| 4   | 1916 | V. Anestin | Eroii științei                                                                | [ 7 ]  |
| 5   | 1916 |            |                                                                               | [ 8 ]  |
| 6   | 1916 |            |                                                                               | [ 9 ]  |
| 7   | 1916 |            |                                                                               | [ 10 ] |
| 8   | 1916 |            |                                                                               | [ 11 ] |
| 9   | 1916 |            |                                                                               | [ 12 ] |
| 10  | 1916 | V. Anestin | Se va stinge Soarele?                                                         | [ 13 ] |

### Editura Cartea Rusă
| Nr. | An    | Autor                            | Titlu                                             | Note                                         |
| --- | ----- | -------------------------------- | ------------------------------------------------- | -------------------------------------------- |
| 1   | 1948  | M Plisețchi                      | Originea omului                                   | [ 15 ]                                       |
| 2   | 1948  | A. I. Oparin                     | Originile vieții pe Pământ                        | [ 16 ]                                       |
| 3   | 1948  | I. Șur                           | Dela focurile de semnalizare - la radio           | [ 17 ]                                       |
| 4   | 1948  | I. Șur                           | Un minut                                          | [ 18 ]                                       |
| 5   | 1948  | I. Sergheev                      | Știința și superstițiile                          | [ 19 ]                                       |
| 6   | 1948  | Z. Kosenko                       | Somnul și visele                                  | [ 20 ]                                       |
| 7   | 1948  | V. I. Lebedev                    | Tehnica distractivă                               | [ 21 ]                                       |
| 8   | 1948  | V. K. Nicolski și N. F. Iakovlev | De ce vorbesc oamenii limbi diferite?             | [ 22 ]                                       |
| 9   | 1948  | G. Babat                         | Țara electricității                               | [ 23 ]                                       |
| 10  | 1948  | V. Voronțov-Veliaminov           | Există oare viață pe alte planete?                | [ 24 ]                                       |
| 11  | 1948  | I. Sergheev                      | Fenomene cerești neobișnuite                      | [ 25 ]                                       |
| 12  |       |                                  |                                                   | [ 26 ]                                       |
| 13  |       |                                  |                                                   | [ 27 ]                                       |
| 14  |       |                                  |                                                   | [ 28 ]                                       |
| 15  | 1946? | A. Volodin                       | Mărețele și înfricoșătoarele fenomene ale naturii | [ 29 ]                                       |
| 16  |       |                                  |                                                   | [ 30 ]                                       |
| 17  |       |                                  |                                                   | [ 31 ]                                       |
| 18  |       |                                  |                                                   | [ 32 ]                                       |
| 19  |       |                                  |                                                   | [ 33 ]                                       |
| 20  |       |                                  |                                                   | [ 34 ]                                       |
| 21  |       |                                  |                                                   | [ 35 ]                                       |
| 22  | 1949  | V. G. Bogorov                    | Tainele mării                                     | Traducător: S. Albu, Ediția a-II-a, revăzută |
|     |       |                                  |                                                   | [ 37 ]                                       |
| 88  | 1954  | I. M. Kusnir                     | Raze invizibile                                   | [ 38 ]                                       |
| 89  | 1954  | K. B. Zaborenko                  | Radioactivitatea                                  | [ 39 ]                                       |
|     |       |                                  |                                                   | [ 40 ]                                       |
| 94  | 1954  | A. P. Kriucikov                  | Cauciucul sintetic                                | [ 41 ]                                       |
|     |       |                                  |                                                   | [ 42 ]                                       |
| 97  | 1955  | S. K. Vsehsviatski               | Cum a cunoscut omul universul                     | [ 43 ]                                       |
| 98  | 1955  | G.V. Zalutki                     | G.E Kotelnikov. Inventatorul parașutei            | Editia a doua                                |
| 99  | 1955  | A. P. Lebedev                    | Ce ne povestesc pietrele                          | [ 45 ]                                       |
| 100 |       |                                  |                                                   | [ 46 ]                                       |
| 101 |       |                                  |                                                   | [ 47 ]                                       |
| 102 | 1955  | G. B. Jdanov                     | Razele cosmice                                    | [ 48 ]                                       |
| 103 |       |                                  |                                                   | [ 49 ]                                       |
| 104 | 1956  | A. P. Galtov                     | Cum se prevede vremea                             | [ 50 ]                                       |
| 105 |       |                                  |                                                   | [ 51 ]                                       |
| 106 | 1956  | I.M. Bogdanov                    | Despre rezistenta materialelor                    | [ 52 ]                                       |
|     |       |                                  |                                                   | [ 53 ]                                       |
| 111 | 1957  | D. Danin                         | Atomul cel blând                                  | [ 54 ]                                       |
| 112 | 1957  | I.L. Orestov                     | Lumina Rece                                       | [ 55 ]                                       |
| 113 |       |                                  |                                                   | [ 56 ]                                       |
| 114 |       |                                  |                                                   | [ 57 ]                                       |
| 115 | 1958  | Z. Perlea                        | Povestea mașinii                                  | 2 volume cu nr. 115                          |
|     |       |                                  |                                                   | [ 59 ]                                       |
| 118 | 1958  | Ilia Korabelnikov                | Atomii aduc viață                                 | [ 60 ]                                       |
|     |       |                                  |                                                   | [ 61 ]                                       |

### Editura Științifică
| An   | Autor                        | Titlu                                                | Note   |
| ---- | ---------------------------- | ---------------------------------------------------- | ------ |
| 1973 | Georgeta Curticapeanu        | Micro-organisme folositoare în agricultură           | [ 62 ] |
| 1973 | M. Ionescu                   | Insecte folositoare și dăunătoare                    | [ 63 ] |
| 1973 | Mircea Pădureleanu           | Boli specifice civilizației contemporane             | [ 64 ] |
| 1973 | Ion Corvin Sîngeorzan        | Știința și religia despre structura universului      | [ 65 ] |
| 1973 | Viorel Soran                 | Ce știm despre originea vieții                       | [ 66 ] |
| 1973 | V. Trufaș, Al. Bulgăr        | Oceanul planetar                                     | [ 67 ] |
| 1974 | Ștefan Airinei               | Originea, evoluția și structura internă a Pământului | [ 68 ] |
| 1974 | Dumitru Andreescu            | Omul în spațiul cosmic                               | [ 69 ] |
| 1974 | Alexandru Banu               | Polivalențele chimiei                                | [ 70 ] |
| 1974 | Alex. Butucelea              | Cristale lichide                                     | [ 71 ] |
| 1974 | Margareta Craiu              | Sunet, zgomot, poluare sonoră                        | [ 72 ] |
| 1974 | Vasile Ghețău                | Populația globului                                   | [ 73 ] |
| 1974 | Constantin Herbst, Ion Lețea | Resursele energetice ale pământului                  | [ 74 ] |
| 1974 | Nicolae S. Dumitru           | Rudele apropiate ale omului                          | [ 75 ] |
| 1974 | Gheorghe Mogoș               | Medicamentele - prieteni și dușmani ai omului        | [ 76 ] |
| 1974 | Zeno Simon                   | Chimia și viața                                      | [ 77 ] |
| 1975 | B. Martin                    | Zeii și religiile - creații ale oamenilor            | [ 78 ] |
|      |                              |                                                      | [ 79 ] |
| 1976 | Valeria Barbu                | Ciupercile în natură și în viața omului              | [ 80 ] |

### Editura Științifică și Enciclopedică
| Nr. | An                                       | Autor                                                    | Titlu                                                                 | Note               |
| --- | ---------------------------------------- | -------------------------------------------------------- | --------------------------------------------------------------------- | ------------------ |
| 1   | 1977                                     |                                                          |                                                                       |                    |
| 2   | 1977                                     | Alex. Butucelea                                          | Arhitectura vieții                                                    | [ 81 ]             |
| 3   | 1977                                     | Victor Scutaru                                           | Electreții și aplicațiile lor                                         |                    |
| 4   | 1977                                     | Dumitru Tudor                                            | Decebal și Traian                                                     | [ 82 ]             |
| 5   | 1977                                     | C. Maximilian                                            | Călătorie în universul genetic uman                                   | [ 83 ]             |
| 6   | 1977                                     | Paulina Rozolimo, Ovidiu Hătărascu                       | Procedee moderne de obținere a fontei și otelului                     |                    |
| 7   | 1977                                     | Gheorghe Zaharia                                         | Insurecția națională antifascistă și antiimperialistă din august 1944 | [ 84 ]             |
| 8   |                                          |                                                          |                                                                       |                    |
| 9   |                                          |                                                          |                                                                       |                    |
| 10  | 1977                                     | Ioan Safta                                               | Cât trăim, cât putem trăi?                                            | [ 85 ]             |
| 11  | 1977                                     | Laura Mărgineanu                                         | Planta verde și rolul ei în natură                                    |                    |
| 12  | 1977                                     | Ștefan Airinei                                           | Geneza pământului                                                     | [ 86 ]             |
| 13  | 1977                                     | George Baciu                                             | Acceleratoarele de particule                                          |                    |
| 14  | 1977                                     |                                                          |                                                                       |                    |
| 15  | 1977                                     |                                                          |                                                                       |                    |
| 16  | 1977                                     | Eugeniu Toma                                             | Quasarii                                                              | [ 87 ]             |
| 17  | 1978                                     | Bernard Barhad                                           | Bolile profesionale și prevenirea lor                                 | [ 88 ]             |
| 18  |                                          |                                                          |                                                                       |                    |
| 19  | 1978                                     | Emil Bittman                                             | Homeostazia-echilibrul vietii                                         | [ 89 ]             |
| 20  | 1978                                     | Octav C. Gheorghiu                                       | Ceasuri atomice                                                       | [ 90 ]             |
| 21  | 1978                                     | Adina Chelcea, Septimiu Chelcea                          | Cifrul vieții psihice                                                 | [ 91 ]             |
| 22  | 1978                                     |                                                          |                                                                       |                    |
| 23  | 1978                                     | I. Drăghici                                              | Rolul muncii în apariția și dezvoltarea omului                        | [ 92 ]             |
| 24  | 1978                                     |                                                          |                                                                       |                    |
| 25  | 1978                                     |                                                          |                                                                       |                    |
| 26  | 1978                                     | Cristian Calude                                          | Ce sînt limbajele de programare                                       |                    |
| 27  | 1978                                     |                                                          |                                                                       |                    |
| 28  | 1978                                     | Dorin Rădulescu, Stelian Minoiu, Emil Stan               | Introducere în teoria sistemelor                                      | [ 93 ]             |
| 29  | 1978                                     |                                                          |                                                                       |                    |
| 30  | 1978                                     | Gabriela Ochiană                                         | Neutrinul                                                             | [ 94 ]             |
| 31  | 1978                                     |                                                          |                                                                       |                    |
| 32  | 1978                                     | Maria Voinea                                             | Familia și evoluția sa istorică                                       | [ 95 ]             |
| 33  | 1978                                     | Aurelia Barna; Mircea Oncescu                            | Fizica atomilor                                                       | [ 96 ]             |
| 34  | 1978                                     | Dan Apostol                                              | Laserii                                                               | [ 97 ]             |
| 35  | 1978                                     | Elena Toma                                               | Prin sistemul solar                                                   | [ 98 ]             |
| 36  | 1978                                     | Ludwig Grunberg                                          | Ce este fericirea?                                                    |                    |
| 37  | 1978                                     |                                                          |                                                                       |                    |
| 38  | 1978                                     |                                                          |                                                                       |                    |
| 39  | 1978                                     |                                                          |                                                                       |                    |
| 40  | 1978                                     |                                                          |                                                                       |                    |
| 41  | 1978                                     |                                                          |                                                                       |                    |
| 42  | 1978                                     | Victor Săhleanu                                          | De la magie la experimentul științific                                | [ 99 ]             |
| 43  | 1978                                     |                                                          |                                                                       |                    |
| 44  | 1978                                     |                                                          |                                                                       |                    |
| 45  | 1978                                     | Emil Verza                                               | Omul, jocul și distracția                                             | [ 100 ]            |
| 46  | 1978                                     |                                                          |                                                                       |                    |
| 47  | 1978                                     | Gh. Vlăduțescu                                           | Ateismul în antichitate                                               | [ 101 ]            |
| 48  | 1978                                     | Ștefan Airinei                                           | Teritoriul României și tectonica plăcilor                             | [ 102 ]            |
| 49  | 1978                                     |                                                          |                                                                       |                    |
| 50  | 1978                                     |                                                          |                                                                       |                    |
| 51  | 1978                                     |                                                          |                                                                       |                    |
| 52  | 1978                                     | Emilia Țifrea                                            | Soarele                                                               | [ 103 ]            |
| 53  | 1978                                     |                                                          |                                                                       |                    |
| 54  | 1978                                     |                                                          |                                                                       |                    |
| 55  | 1978                                     | Cristian Popescu, Doina Moraru                           | Generatoare solare                                                    | [ 104 ]            |
| 56  | 1978                                     | Teodor Dima                                              | Dialectica procesului de cunoaștere                                   |                    |
| 57  | 1978                                     |                                                          |                                                                       |                    |
| 58  | 1978                                     | Natalia Fiuciuc                                          | Materie și antimaterie                                                | [ 105 ]            |
| 59  | 1978                                     |                                                          |                                                                       |                    |
| 60  | 1978                                     | Liviu M. Popa                                            | Acizii nucleici                                                       | [ 106 ]            |
| 61  | 1978                                     |                                                          |                                                                       |                    |
| 62  | 1978                                     | Lucian Ghinea                                            | Apărarea naturii                                                      | [ 107 ]            |
| 63  | 1978                                     |                                                          |                                                                       |                    |
| 64  | 1978                                     |                                                          |                                                                       |                    |
| 65  | 1978                                     |                                                          |                                                                       |                    |
| 66  | 1978                                     | Bogdan Octavia                                           | Fenomene climatice de iarnă și de vară                                | [ 108 ]            |
| 67  |                                          |                                                          |                                                                       |                    |
| 68  | 1979                                     | Alexandru Graur                                          | Limba literară                                                        | [ 109 ]            |
| 69  | 1979                                     |                                                          |                                                                       |                    |
| 70  | 1979                                     |                                                          |                                                                       |                    |
| 71  | 1979                                     | Ionel I. Purica                                          | Energia astăzi și mâine                                               | [ 110 ]            |
| 72  | 1979                                     |                                                          |                                                                       |                    |
| 73  | 1979                                     |                                                          |                                                                       |                    |
| 74  | 1979                                     | Artemiu Pricăjan, Ștefan Airinei                         | Ape minerale de consum alimentar din România                          | [ 111 ]            |
| 75  | 1979                                     | Ella Marcus                                              | Astrometria contemporanaă                                             | [ 112 ]            |
| 76  | 1979                                     |                                                          |                                                                       |                    |
| 77  | 1979                                     |                                                          |                                                                       |                    |
| 78  | 1979                                     | Gheorghe Huțanu, Jean Dorin                              | Holografia                                                            | [ 113 ]            |
| 79  | 1979                                     |                                                          |                                                                       |                    |
| 80  | 1979                                     |                                                          |                                                                       |                    |
| 81  | 1979                                     |                                                          |                                                                       |                    |
| 82  | 1979                                     |                                                          |                                                                       |                    |
| 83  | 1979                                     |                                                          |                                                                       |                    |
| 84  | 1979                                     | Valeria Barbu                                            | Simbioză și parazitism                                                | [ 114 ]            |
| 85  | 1979                                     | Constantin Arie                                          | Calitatea și fiabilitatea produselor tehnice                          | [ 115 ]            |
| 86  | 1979                                     | Petre Raicu                                              | Genetica și evoluția viețuitoarelor                                   |                    |
| 87  | 1979                                     | Florin Colonaș                                           | Caria dentară. O problemă de actualitate                              | [ 116 ]            |
| 88  |                                          |                                                          |                                                                       |                    |
| 89  |                                          |                                                          |                                                                       |                    |
| 90  | 1979                                     | Ioan Todoran                                             | Explozii în Univers. Stele variabile, nove și supernove               | [ 117 ]            |
| 91  | 1979                                     | Ștefan Celmare                                           | Determinism și cauzalitate                                            |                    |
| 92  |                                          |                                                          |                                                                       |                    |
| 93  | 1980                                     | Pavel Mureșan                                            | Ce este imitația?                                                     | [ 118 ]            |
| 94  | 1980                                     |                                                          |                                                                       |                    |
| 95  | 1980                                     |                                                          |                                                                       |                    |
| 96  | 1980                                     | Dan Rădulescu                                            | Curiozități din fauna sălbatică a Terrei                              | [ 119 ]            |
| 97  | 1980                                     | Gheorghe C. Suciu                                        | Petrochimie, energie, petrol                                          | [ 120 ]            |
| 98  | 1980                                     |                                                          |                                                                       |                    |
| 99  | 1980                                     | Mielu Zlate                                              | Secretele memoriei                                                    | [ 121 ]            |
| 100 | 1980                                     | Adrian Davidoviciu, Dan Mihalca, Radu Magda, Aurel Nemeș | Introducere în informatica industrială                                | [ 122 ]            |
| 101 | 1980                                     |                                                          |                                                                       |                    |
| 102 | 1980                                     | Costin Cernescu                                          | Vaccinuri și vaccinări                                                | [ 123 ]            |
| 103 | 1980                                     | Constantin Păunescu                                      | Copilul nostru de la 0 la 3 ani                                       | [ 124 ]            |
| 104 | 1980                                     | Ov. Hătărăscu, Cristina Scorțea                          | Metalele și curiozitățile lor                                         | [ 125 ]            |
| 105 | 1980                                     | Ion Negreț                                               | Psihologie genetică și educație                                       | [ 126 ]            |
| 106 | 1980                                     | Cristofor Simionescu, Severian Dumitriu                  | Enzime                                                                | [ 127 ]            |
| 107 | 1980                                     | Eugen Pora                                               | Unitatea lumii vii                                                    | [ 128 ]            |
| 108 | 1980                                     | Ion Anghel, Nicolae Toma                                 | Poliploidia și aneuploidia                                            | [ 129 ]            |
| 109 | 1980                                     | Mihai Iancu                                              | Litoralul Oceanului Planetar                                          | [ 130 ]            |
| 110 | 1980                                     |                                                          |                                                                       |                    |
| 111 | 1980                                     |                                                          |                                                                       |                    |
| 112 | 1980                                     | Traian Constantinescu                                    | Marile peșteri ale Terrei                                             | [ 131 ]            |
| 113 | 1980                                     |                                                          |                                                                       |                    |
| 114 | 1980                                     |                                                          |                                                                       |                    |
| 115 | 1980                                     |                                                          |                                                                       |                    |
| 116 | 1980                                     | Sterie Ciulache                                          | Orașul și clima                                                       |                    |
| 117 | 1980                                     | Virgil V. Scurtu                                         | Observatorul astronomului amator                                      | [ 132 ]            |
| 118 | 1980                                     | Carol Manițiu                                            | Electroeroziunea, factor de progres tehnic și economic                | [ 133 ]            |
| 119 | 1980                                     | Vasile Mioc                                              | Cometele                                                              | [ 134 ]            |
| 120 | 1980                                     |                                                          |                                                                       |                    |
| 121 | 1980                                     |                                                          |                                                                       |                    |
| 122 | 1980                                     |                                                          |                                                                       |                    |
| 123 | 1980                                     | Gheorghe Nastasescu                                      | Omul sub apă și la altitudine                                         | [ 135 ]            |
| 124 | 1980                                     |                                                          |                                                                       |                    |
| 125 | 1980                                     | Dumitru Șerbănescu                                       | Voința și educarea ei                                                 | [ 136 ]            |
| 126 | 1980                                     | Cornelia Dorobanțu                                       | Apariția și evoluția vieții                                           | [ 137 ]            |
| 127 | 1980                                     |                                                          |                                                                       |                    |
| 128 | 1980                                     | Ilie Mușat                                               | Pădurea, scut și bogăție a naturii                                    | [ 138 ]            |
| 129 | 1980                                     | Ion Florea Dumitru                                       | Materia vie și caracteristicile ei                                    |                    |
| 130 | 1980                                     | George Stanilă                                           | Sisteme calendaristice                                                | [ 139 ]            |
| 131 | 198_                                     |                                                          |                                                                       |                    |
| 132 | 198_                                     |                                                          |                                                                       |                    |
| 133 | 1981                                     | Ion Ghinoiu                                              | Popasuri etnografice românești                                        |                    |
| 134 | 198_                                     |                                                          |                                                                       |                    |
| 135 | 1980                                     | Ioan Niederkorn, Gabriela Lemnaru                        | Combustibilii nucleari                                                | [ 140 ]            |
| 136 | 198_                                     |                                                          |                                                                       |                    |
| 137 | 198_                                     |                                                          |                                                                       |                    |
| 138 | 198_                                     |                                                          |                                                                       |                    |
| 139 | 198_                                     |                                                          |                                                                       |                    |
| 140 | 1981                                     | Ștefan Popescu                                           | Ritmurile biopsihice și omul modern                                   | [ 141 ]            |
| 141 |                                          |                                                          |                                                                       |                    |
| 142 | 1981                                     | Emil E. Vespremeanu                                      | Mediul înconjurător- ocrotirea și conservarea lui                     | [ 142 ]            |
| 143 |                                          |                                                          |                                                                       |                    |
| 144 |                                          |                                                          |                                                                       |                    |
| 145 |                                          |                                                          |                                                                       |                    |
| 146 |                                          |                                                          |                                                                       |                    |
| 147 |                                          |                                                          |                                                                       |                    |
| 148 |                                          |                                                          |                                                                       |                    |
| 149 |                                          |                                                          |                                                                       |                    |
| 150 |                                          |                                                          |                                                                       |                    |
| 151 |                                          |                                                          |                                                                       |                    |
| 152 |                                          |                                                          |                                                                       |                    |
| 153 |                                          |                                                          |                                                                       |                    |
| 154 |                                          |                                                          |                                                                       |                    |
| 155 | 1981                                     | A. Iosefini                                              | Cum „ghicim” viitorul?                                                | [ 143 ]            |
| 156 |                                          |                                                          |                                                                       |                    |
| 157 |                                          |                                                          |                                                                       |                    |
| 158 |                                          |                                                          |                                                                       |                    |
| 159 |                                          |                                                          |                                                                       |                    |
| 160 | 1981                                     | Artemiu Pricăjan; Ștefan Airinei                         | Bogăția hidrominerală balneară din România                            | [ 144 ]            |
| 161 | Ilie Bădescu                             | Satul contemporan și evoluția lui istorică               |                                                                       |                    |
| 162 |                                          |                                                          |                                                                       |                    |
| 163 |                                          |                                                          |                                                                       |                    |
| 164 |                                          |                                                          |                                                                       |                    |
| 165 |                                          |                                                          |                                                                       |                    |
| 166 | 1982                                     | Viorel Dumitrache, Mihai Unghianu                        | Băncile de date                                                       | [ 145 ]            |
| 167 | 1982                                     | Alexandru Popescu                                        | Cultura geto-dacă                                                     | [ 146 ]            |
| 168 |                                          |                                                          |                                                                       |                    |
| 169 |                                          |                                                          |                                                                       |                    |
| 170 | 1982                                     | P. Pechiu, N. Gherbanovschi                              | Ionosfera                                                             | [ 147 ]            |
| 171 |                                          |                                                          |                                                                       |                    |
| 172 |                                          |                                                          |                                                                       |                    |
| 173 |                                          |                                                          |                                                                       |                    |
| 174 |                                          |                                                          |                                                                       |                    |
| 175 |                                          |                                                          |                                                                       |                    |
| 176 | 1982                                     | Ion Poșircă                                              | Universul mezonilor                                                   | [ 148 ]            |
| 177 |                                          |                                                          |                                                                       |                    |
| 178 | 1982                                     | Georgeta Butucă                                          | Sistemul de televiziune în culori SECAM                               |                    |
| 179 |                                          |                                                          |                                                                       |                    |
| 180 |                                          |                                                          |                                                                       |                    |
| 181 |                                          |                                                          |                                                                       |                    |
| 182 |                                          |                                                          |                                                                       |                    |
| 183 | 1982                                     | Nicolae N. Mihail, Rodica A. Giurgea                     | De la atomi și molecule la materia vie                                |                    |
| 184 | 1982                                     |                                                          |                                                                       |                    |
| 185 | 1982                                     | Iustinian Petrescu, Ovidiu Drăgastan                     | Plante și animale constructoare de roci                               | [ 149 ]            |
| 186 |                                          |                                                          |                                                                       |                    |
| 187 |                                          |                                                          |                                                                       |                    |
| 188 |                                          |                                                          |                                                                       |                    |
| 189 |                                          |                                                          |                                                                       |                    |
| 190 |                                          |                                                          |                                                                       |                    |
| 191 | 1982                                     | Dan Bălteanu                                             | Învelișul de gheață al pământului                                     | [ 150 ]            |
| 192 |                                          |                                                          |                                                                       |                    |
| 193 |                                          |                                                          |                                                                       |                    |
| 194 |                                          |                                                          |                                                                       |                    |
| 196 |                                          |                                                          |                                                                       |                    |
| 197 |                                          |                                                          |                                                                       |                    |
| 198 |                                          |                                                          |                                                                       |                    |
| 199 | 1983                                     | Petre Raicu                                              | Ingineria genetică                                                    | [ 151 ]            |
| 200 | Speranța Tănăsescu, Dumitru I. Marchidan | Pile cu electrolit solid                                 |                                                                       |                    |
| 201 | Nicolae N. Mihail -                      | Ce este instinctul?                                      |                                                                       |                    |
| 202 |                                          |                                                          |                                                                       |                    |
| 203 |                                          |                                                          |                                                                       |                    |
| 204 |                                          |                                                          |                                                                       |                    |
| 205 |                                          |                                                          |                                                                       |                    |
| 206 |                                          |                                                          |                                                                       |                    |
| 207 |                                          |                                                          |                                                                       |                    |
| 208 |                                          |                                                          |                                                                       |                    |
| 209 | 1983                                     | Gheorghe Năstăsescu                                      | Bioluminescența în acțiune                                            |                    |
| 210 |                                          |                                                          |                                                                       |                    |
| 211 |                                          |                                                          |                                                                       |                    |
| 212 |                                          |                                                          |                                                                       |                    |
| 213 | 1983                                     | A. Antal, P. Mureșan                                     | Culoare, armonie, confort                                             | [ 152 ]            |
| 214 |                                          |                                                          |                                                                       |                    |
| 215 |                                          |                                                          |                                                                       |                    |
| 216 |                                          |                                                          |                                                                       |                    |
| 217 |                                          |                                                          |                                                                       |                    |
| 218 |                                          |                                                          |                                                                       |                    |
| 219 |                                          |                                                          |                                                                       |                    |
| 220 |                                          |                                                          |                                                                       |                    |
| 221 |                                          |                                                          |                                                                       |                    |
| 222 |                                          |                                                          |                                                                       |                    |
| 223 |                                          |                                                          |                                                                       |                    |
| 224 |                                          |                                                          |                                                                       |                    |
| 225 | 1984                                     | Al. Zub                                                  | Mihail Kogălniceanu                                                   | [ 153 ]            |
| 226 |                                          |                                                          |                                                                       |                    |
| 227 | Vladimir-Iuliu Gusic                     | Biologia vârstelor și lupta împotriva bătrâneții         |                                                                       |                    |
| 228 |                                          |                                                          |                                                                       |                    |
| 229 |                                          |                                                          |                                                                       |                    |
| 230 |                                          |                                                          |                                                                       |                    |
| 231 |                                          |                                                          |                                                                       |                    |
| 232 |                                          |                                                          |                                                                       |                    |
| 233 | 1984                                     | Simona Condurateanu Fesci                                | Influenta condițiilor climatice asupra organismelor                   | [ 154 ]            |
| 234 |                                          |                                                          |                                                                       |                    |
| 235 |                                          |                                                          |                                                                       |                    |
| 236 |                                          |                                                          |                                                                       |                    |
| 237 |                                          |                                                          |                                                                       |                    |
| 238 |                                          |                                                          |                                                                       |                    |
| 239 | 1984                                     | Viorel I. Cornescu, Mircea Șerb                          | Întreprinderea socialistă. Elemente de organizare și conducere        | [ 155 ]            |
| 240 |                                          |                                                          |                                                                       |                    |
| 241 |                                          |                                                          |                                                                       |                    |
| 242 | 1985                                     | Sterie Ciulache                                          | Climatele Pământului                                                  | [ 156 ]            |
| 243 | 1985                                     |                                                          |                                                                       |                    |
| 244 | 1985                                     |                                                          |                                                                       |                    |
| 245 | 1985                                     | Vasile Diaconescu                                        | Grădini botanice din România                                          | [ 157 ]            |
| 246 | 1985                                     |                                                          |                                                                       |                    |
| 247 | 1985                                     |                                                          |                                                                       |                    |
| 248 | 1985                                     | Gheorghe Mohan                                           | Vegetația Terrei                                                      | [ 158 ]            |
| 249 | 1985                                     |                                                          |                                                                       |                    |
| 250 | 1985                                     | Corneliu Albu                                            | Simion Bărnuțiu                                                       | [ 159 ]            |
| 251 | 1985                                     | A. S. Potlog; A. Gh. Vințan                              | Plante aromatice                                                      | [ 160 ]            |
| 252 | 1985                                     |                                                          |                                                                       |                    |
| 253 | 1985                                     |                                                          |                                                                       |                    |
| 254 | 1985                                     | Florin Vasiliu                                           | Microscopie electronică                                               |                    |
| 255 | 1985                                     | Octavian Rusu                                            | Propagarea undelor elastice                                           |                    |
| 256 | 1985                                     | Gerogeta Batuca                                          | Sistemul PAL de televiziune în culori                                 | [ 161 ]            |
| 257 |                                          |                                                          |                                                                       |                    |
| 258 |                                          |                                                          |                                                                       |                    |
| 259 |                                          |                                                          |                                                                       |                    |
| 260 | 1986                                     | Magda Stavinschi, Elena Toma                             | La drum cu Pământul                                                   | [ 162 ]            |
| 261 | 1986                                     |                                                          |                                                                       |                    |
| 262 | 1986                                     | Valeria Ichim                                            | Trenuri de mare viteză                                                | [ 163 ]            |
| 263 | 1986                                     | Alexandru Negru                                          | Biocibernetica și evoluția vieții                                     | [ 164 ]            |
| 264 | 1986                                     | Petre Raicu; Elena Marcela Badea                         | Cultura de celule și biotehnologiile moderne                          | [ 165 ]            |
| 265 | 1986                                     |                                                          |                                                                       |                    |
| 266 | 1986                                     |                                                          |                                                                       |                    |
| 267 | 1986                                     | Ioan Neacșu                                              | Educație și acțiune                                                   | [ 166 ]            |
| 268 | 1986                                     | Octavian Popescu                                         | Știința și tehnica în slujba sănătății                                | [ 167 ]            |
| 269 | 1986                                     |                                                          |                                                                       |                    |
| 270 | 1987                                     | Ștefan Niculescu-Maier                                   | Teste de aptitudini și perspicacitate                                 | [ 168 ]            |
| 271 | 1987                                     |                                                          |                                                                       |                    |
| 272 | 1987                                     |                                                          |                                                                       |                    |
| 273 | 1987                                     |                                                          |                                                                       |                    |
| 274 | 1987                                     |                                                          |                                                                       |                    |
| 275 | 1987                                     |                                                          |                                                                       |                    |
| 276 | 1987                                     |                                                          |                                                                       |                    |
| 277 | 1987                                     |                                                          |                                                                       |                    |
| 278 | 1987                                     |                                                          |                                                                       |                    |
| 279 | 1987                                     | M. Ivașcu; G. Ionescu                                    | Fizica și problemele energiei                                         | [ 169 ]            |
| 280 | 1987                                     | C. Rațiu Suciu; I. Rațiu Suciu                           | Resurse stocabile și nestocabile                                      | [ 170 ]            |
| 281 | 1987                                     | Solomon Marcus                                           | Moduri de gîndire                                                     |                    |
| 282 | 198_                                     |                                                          |                                                                       |                    |
| 283 | 198_                                     |                                                          |                                                                       |                    |
| 284 | 198_                                     |                                                          |                                                                       |                    |
| 285 | 198_                                     |                                                          |                                                                       |                    |
| 286 | 198_                                     |                                                          |                                                                       |                    |
| 287 | 198_                                     |                                                          |                                                                       |                    |
| 288 | 1988                                     | Victor Ernest Masek                                      | Designul și calitatea vieții                                          |                    |
| 289 | 198_                                     |                                                          |                                                                       |                    |
| 290 | 1988                                     | Ion Diamandi                                             | Dialog cu viitorul                                                    | [ 171 ]            |
| 291 | 1988                                     | Mihai Romeo I. Oancea; Elisabeta Reghina P. Oancea       | Radarul? Un ochi radioelectronic spre univers!                        | [ 172 ]            |
| 292 | 1988                                     |                                                          |                                                                       |                    |
| 293 | 1988                                     | Zeno Folescu                                             | Quarkurile, supersimetria și superstringurile                         |                    |
| 294 | 1988                                     | Cristian Calude                                          | Adevărat, dar nedemonstrabil                                          |                    |
| 295 | 1988                                     |                                                          |                                                                       |                    |
| 296 | 1988                                     |                                                          |                                                                       |                    |
| 297 | 1988                                     | Aurelia Coasan, Anton Vasilescu                          | Adaptarea școlară                                                     |                    |
| 298 | 1988                                     | Ștefan Fătulescu                                         | Fizica, un mod de a întreba                                           |                    |
| 299 | 1988                                     | Liviu Toma                                               | Ce știm despre anghilule                                              | [ 173 ]            |
| 300 | 1988                                     | Maria Cobianu-Băcanu                                     | Inovație și tradiție în dezvoltarea culturală                         | [ 174 ]            |
| 301 | 1988                                     |                                                          |                                                                       |                    |
| 302 | 1988                                     |                                                          |                                                                       |                    |
| 303 | 1988                                     | Gh. Păun                                                 | Matematica? Un spectacol                                              | [ 175 ]            |
| 304 | 198_                                     |                                                          |                                                                       |                    |
| 305 | 198_                                     |                                                          |                                                                       |                    |
| 306 | 198_                                     |                                                          |                                                                       |                    |
| 307 | 198_                                     |                                                          |                                                                       |                    |
| 308 | 198_                                     |                                                          |                                                                       |                    |
| 309 | 198_                                     |                                                          |                                                                       |                    |
| 310 | 1989                                     | Dan Apostol                                              | Urme de pași în cosmos                                                | ISBN 973-29-0008-3 |
| 311 | 1989                                     | Teodor Caba                                              | - Acupunctura, metoda străveche                                       | [ 177 ]            |
| 313 |                                          |                                                          |                                                                       |                    |
| 314 | 1990                                     | ***                                                      | Exerciții lexicale pentru limba română                                | ISBN 973-29-0109-8 |
| 315 |                                          |                                                          |                                                                       |                    |
| 316 |                                          |                                                          |                                                                       |                    |
| 317 | 1990                                     | Sergiu Mănescu, Georgeta Pascu                           | S.I.D.A. - sindromul imunodeficienței dobândite                       | [ 179 ]            |
| 318 |                                          |                                                          |                                                                       |                    |
| 319 | 1990                                     | Lucian Gavrilă                                           | Bazele genetice ale evoluției biologice                               | ISBN 973-29-0114-4 |
| 320 | 1990                                     | Vladimir Eșanu                                           | Chimioterapia antivirală                                              | ISBN 973-29-0154-3 |
| 321 | 1990                                     | Nicolae Branga                                           | În lumea faraonilor                                                   | [ 182 ]            |
| 322 | 1990                                     |                                                          |                                                                       |                    |
| 323 | 1990                                     |                                                          |                                                                       |                    |
| 324 | 1990                                     | Romeo Poenaru                                            | Să citim repede și mai eficient                                       | ISBN 973-29-0212-4 |

### Medicina pentru toți

#### Editura Medicală
| Nr. | An   | Autor             | Titlu             | Note    |
| --- | ---- | ----------------- | ----------------- | ------- |
|     |      |                   |                   | [ 184 ] |
| 62  | 1987 | Ecaterina Nicolau | Măștile cosmetice | [ 185 ] |
|     |      |                   |                   | [ 186 ] |
|     |      |                   |                   | [ 187 ] |

### Știința și tehnica pentru toți

#### Editura Tehnică & Editura Ceres
| An   | Autor                               | Titlu                                              | Note    |
| ---- | ----------------------------------- | -------------------------------------------------- | ------- |
| 1981 | Gheorghe Chiriță                    | Colagenul si utilizarile lui                       | [ 188 ] |
| 1981 | Radu Magda, Aurel Nemeș             | Evoluția automaticii de la regulator la calculator | [ 189 ] |
| 1981 | Stelian Niculescu                   | Algoritmi                                          | [ 190 ] |
|      |                                     |                                                    | [ 191 ] |
| 1985 | Constantin Ispas, Nicolae Predincea | Masini unelte cu comandă numerică                  | [ 192 ] |
| 1986 | A. Baciu, Cl. Baciu                 | Energia electrică și viața                         | [ 193 ] |
|      |                                     |                                                    | [ 194 ] |

#### Editura Ceres - Seria Agricultura
| An   | Autor                         | Titlu                                                                    | Note    |
| ---- | ----------------------------- | ------------------------------------------------------------------------ | ------- |
|      |                               |                                                                          | [ 195 ] |
|      |                               |                                                                          | [ 196 ] |
| 1981 | Petre Diaconu                 | Ce știm despre ereditate?                                                | [ 197 ] |
| 1982 | Eugen Holban                  | Frigul și alimentația                                                    | [ 198 ] |
|      |                               |                                                                          | [ 199 ] |
| 1983 | Nicolae Mateescu              | Cultura ciupercilor în gospodăria personală                              | [ 200 ] |
|      |                               |                                                                          | [ 201 ] |
| 1984 | Vintilă Slonovschi            | Plante cunoscute și totuși... necunoscute                                | [ 202 ] |
| 1984 | Mircea Sorin Axinte           | Chimia în gospodărie (volumul 2)                                         | [ 203 ] |
|      |                               |                                                                          | [ 204 ] |
| 1985 | Avram Lucescu, Traian Ionescu | Fructele de pădure                                                       | [ 205 ] |
|      |                               |                                                                          | [ 206 ] |
|      |                               |                                                                          | [ 207 ] |
| 1988 | George Chintescu              | Produse lactate tradiționale                                             | [ 208 ] |
|      |                               |                                                                          | [ 209 ] |
| 1989 | Teodora Munteanu              | Sucuri și băuturi din fructe și legume. Prepararea și valoare alimentară | [ 210 ] |
|      |                               |                                                                          | [ 211 ] |

## Legături externe
- Cărți din colecția Știința pentru toți la targulcartii.ro

## Vezi și
- Catalogul colecției ABC
- Catalogul colecției Atlas